# On Broadway
On Broadway je první epizoda druhé série amerického televizního seriálu Smash a v celkovém pořadí šestnáctá epizoda seriálu. Scénář napsal Joshua Safran, režíroval ji Michael Morris a poprvé se vysílala dne 5. února 2013 na televizním kanálu NBC. Ihned po odvysílání epizody navázala premiérová druhá epizoda tohoto seriálu, s názvem The Fallout. Epizoda obsahuje události, které se staly tři týdny po finále první série.
Do seriálu ve druhé sérii mezi hlavní postavy nastoupily nové tváře, a to Jeremy Jordan jako Jimmy Collins, Andy Mientus jako Kyle Bishop a Krysta Rodriguez jako Karenina nová spolubydlící, Ana Vargas. Z hlavních postav byl naopak vyřazen Brian d'Arcy James v roli Franka Houstona, který v seriálu už bude jen mezi postavami vedlejšími.
Hned v tomto díle se jako speciální hostující hvězda objevila herečka a zpěvačka Jennifer Hudson v roli broadwayské hvězdy Veronicy Moore  a v této epizodě zazpívala původní písničku „Mama Makes Three".

## Děj epizody
Celá epizoda začíná písní "Cut, Print, Moving On", kterou zpívá Karen (Katharine McPhee) jako Marylin v poslední repríze Bombshell v bostonském předpremiérovém uvádění. Během písně vidíme Ivy (Megan Hilty), Dereka (Jack Davenport) a Juliu (Debra Messing), kteří se vrací do svých domovů. Ivy a Karen mají mezi sebou velice chladný vztah, protože jí Karen nemůže odpustit, co všechno jí Ivy provedla, ačkoliv ona toho zjevně lituje. Tvůrčí tým muzikálu děkuje všem hercům a řekne jim, že se jim ozvou, pokud s nimi budou chtít počítat i do broadwayského uvedení. Při schůzce tvůrčího týmu Eileen (Anjelica Huston) prozradí, že Michael Swift (Will Chase) už nechce prodloužit smlouvu a v muzikálu se již objevit znovu nechce. Dále se baví o recenzích, které nečetla jen Julia a pouze ty její byly špatné, což jí ostatní tají.
Eileen naplánuje večírek pro novináře a požádá Karen, aby tam zazpívala a vybrala si doprovodné zpěvačky a Karen si vybere Jessicu, Beth a Joy, což Ivy zklamaně uslyší. Karen přichází do nového bytu, kde se setkává se svou spolubydlící Anou, se kterou si ihned padne do noty. Karen jde později s Derekem do divadla na nový muzikál, kde se setkává v zákulisí s jeho hlavní hvězdou, zpěvačkou Veronicou Moore (Jennifer Hudson), která jí dává několik rad a hlavně tu, aby si vždy hlídala záda, protože vždy bude někdo, kdo jí bude závidět a bude chtít jí z jejího hvězdného místa sesadit.
Ivy se svěřuje Samovi (Leslie Odom mladší), že je nervózní, protože jí ještě nezavolali ohledně prodloužení smlouvy do muzikálu. Eileen je v restauraci, kde jí překvapí její bývalý manžel Jerry (Michael Cristofer), který se jí svěří se zájmem, že se chce stát investorem muzikálu. Eileen se mu ale vysměje a představí mu svého přítele Nicka (Thorsten Kaye). Jerry tedy začne vytvářet nový plán. Sam poté s Tomem uvidí Franka (manžela Julie), který se loučí a líbá jinou ženu a Tom je v rozpacích, jestli o tom má říct Julii. Derek se setkává s novinářem na rozhovor a omylem vypustí ne příliš lichotivý komentář ohledně Rebecy Duvall. Ta se mu pak v tisku pomstí tím, že vypustí fámu, že jí v době účinkování v Bombshell Derek sexuálně obtěžoval, což způsobí všeobecný rozruch.
Na večírku Veronica a Karen zpívají duet zpívají duet "On Broadway". Mezitím se Frank stihne pohádat s Juliou, Tom chce říct Julie o Tomvě(??) nevěře a Nick přibíhá za Eileen se znepokojivými novinkami. Derek se chystá políbit Karen a uvidí je Ivy, a tak se Derek s Ivy před zraky ostatních rozchází. Julia se dozví o Frankově nevěře a je zničená. Během jejich hádky, která se stane událostí celého večera, Frank omylem prozradí, že Derek spal se zatím všemi představitelkami Marylin, čehož se okamžitě chytí tisk. Tom slibuje zdevastované Julii, že jí pomůže a nechává ji u sebe bydlet.
Ivy odchytí Karen a pořádně se jí omluví za své činy, Karen jí odpustí. Všichni přichází za Eileen a ta jim řekne šokující informaci: někdo dal tip vládě ohledně peněz, které použila na výrobu muzikálu a celý muzikál je zmrazen a ve statusu vyšetřování. Všichni se s ukončením muzikálu vyrovnávají po svém, Derek zoufale hledá nové místo, Julia bydlí u Toma, Ivy jde na konkurz na nový muzikál a Karen jde do baru, kde se setkává s talentovanými barmany, kteří píšou vlastní muzikál a uslyší jednoho z dvojice hrát na piano vlastní píseň "Broadway Here I Come", která ji velice zaujme a ihned volá Derekovi, protože v nich vidí velký potenciál.

## Seznam písní
- „Cut, Print, Moving On"
- „Mama Makes Three"
- „On Broadway"
- „Broadway Here I Come"

## Produkce
Mezi skladatele seriálu Marca Shaimana a Scotta Wittmana přibyl ještě Joe Iconis, který bude pro seriál skládat. Jeho píseň „Broadway Here I Come" v podání Jeremyho Jordana sklidila velký úspěch a umístila se na 26. místě v žebříčku ITunes Top 100 .

## Sledovanost
Epizodu v den premiéry sledovalo pouhých 4,47 milionů amerických diváků a získala rating 1,1 .